# Toruńs spårvägar
Toruńs spårvägar omfattar ett 26 km långt spårvägsnät i den polska staden Toruń som trafikeras av fyra linjer och en nattlinje.

## Historia
Toruńs första spårväg invigdes 1891, detta var en hästspårväg med en linje. 1889 elektrifierades spårvägen och kom därefter att växa, 1899 kom linje 2, fyra år senare kom linje 3, när man öppnade bron "Most drogowy im. Józefa Piłsudskiego w Toruniu" startades även linje 4 år 1934 samma år kom även linje 5. Efter andra världskrigets slut var all trafik inställd under ett halvår men 1 maj 1945 var trafiken igång igen. 1958 kom den första nya vagnen från Konstal. Under åren har linjenätet gjorts om flera gånger och idag är inte mycket sig likt på linjefronten jämfört med vid 1900-talets början.
En ny sträcka till Nicolaus Copernicus Universitetet beräknas öppna 2014.

## Trafik

### Linjer

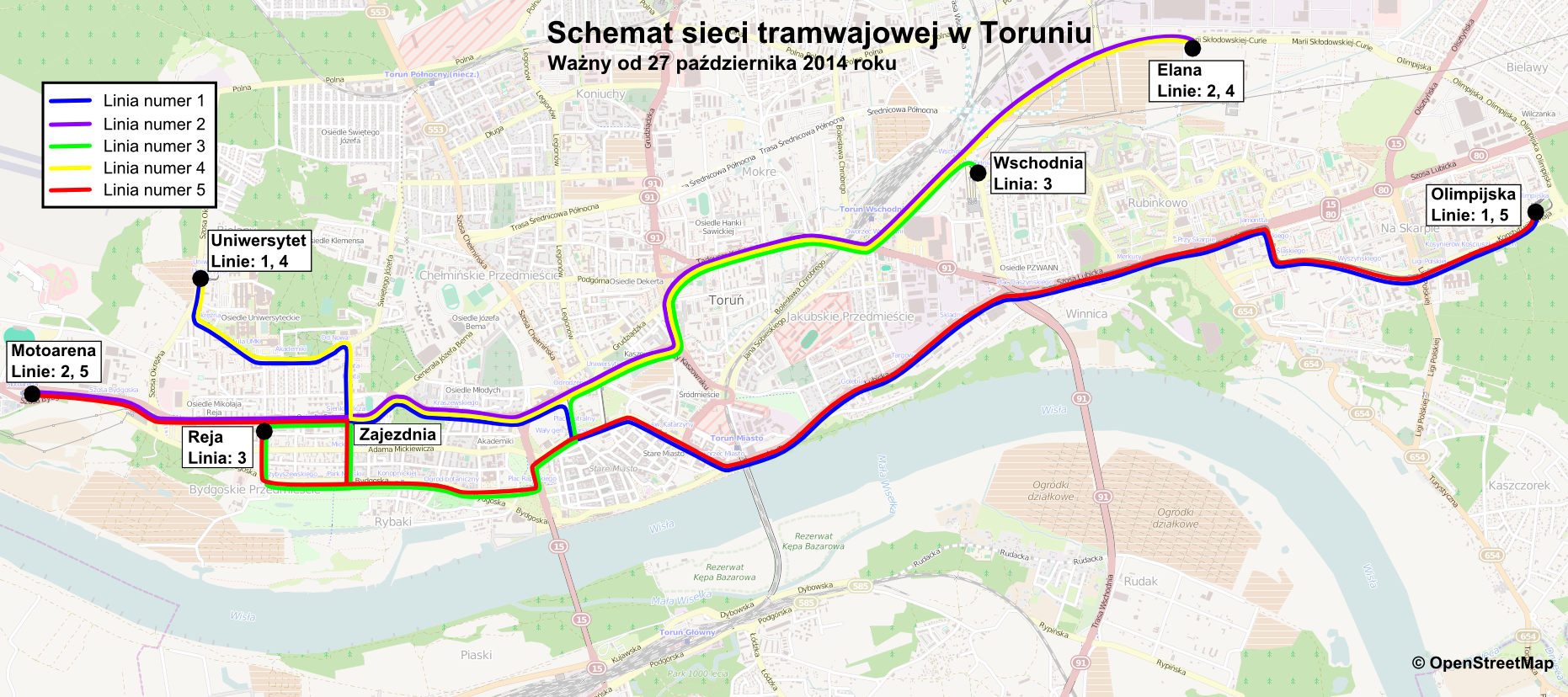
Linjenätet i Toruń

| Linje | Sträcka                       |
| ----- | ----------------------------- |
| 1     | Uniwersytet - Olimpijska      |
| 2     | Motoarena - Elana B (pętla)   |
| 3     | Reja - Wschodnia (pętla)      |
| 4     | Uniwersytet - Elana B (pętla) |
| 5     | Motoarena - Olimpijska        |

## Vagntyper
|                 | Typ             | Antal |
| --------------- | --------------- | ----- |
|                 | Konstal 805Na   | 27    |
|                 | Konstal 805NaND | 18    |
|                 | 122NbT Swing    | 6     |
| 121NbT Swing    | 6               |       |
| 122NbTDuo Swing | 5               |       |